# Olympische Sommerspiele 2016/Teilnehmer (Moldau)
| Gelbes Symbol für Goldmedaillen mit stilisierten Olympischen Ringen | Graues Symbol für Silbermedaillen mit stilisierten Olympischen Ringen | Braundes Symbol für Bronzemedaillen mit stilisierten Olympischen Ringen |
| ------------------------------------------------------------------- | --------------------------------------------------------------------- | ----------------------------------------------------------------------- |
| —                                                                   | —                                                                     | —                                                                       |

Die Republik Moldau nahm an den Olympischen Spielen 2016 in Rio de Janeiro teil. Es war die insgesamt sechste Teilnahme an Olympischen Sommerspielen.
Fahnenträger bei der Eröffnungsfeier war der Ringer Nicolai Ceban.
Serghei Tarnovschi, der im Einer-Canadier über 1000 Meter Bronze gewonnen hatte, wurde am 18. August des Dopings überführt. Die Medaille wurde ihm aberkannt.

## Teilnehmer nach Sportarten

### Bogenschießen
| Athleten        | Wettbewerb | Qualifikation | Qualifikation | 1. Runde   | 1. Runde      | 2. Runde  | 2. Runde    | Achtelfinale  | Achtelfinale  | Viertelfinale | Viertelfinale | Halbfinale    | Halbfinale    | Finale        | Finale        | Rang |
| Athleten        | Wettbewerb | Ringe         | Rang          | Gegner     | Ergebnis      | Gegner    | Ergebnis    | Gegner        | Ergebnis      | Gegner        | Ergebnis      | Gegner        | Ergebnis      | Gegner        | Ergebnis      | Rang |
| --------------- | ---------- | ------------- | ------------- | ---------- | ------------- | --------- | ----------- | ------------- | ------------- | ------------- | ------------- | ------------- | ------------- | ------------- | ------------- | ---- |
| Frauen          |            |               |               |            |               |           |             |               |               |               |               |               |               |               |               |      |
| Alexandra Mîrca | Einzel     | 636           | 27            | Aída Román | 6–4 (133:132) | Wu Jiaxin | 0–6 (72:78) | ausgeschieden | ausgeschieden | ausgeschieden | ausgeschieden | ausgeschieden | ausgeschieden | ausgeschieden | ausgeschieden | 17   |

### Gewichtheben
| Athleten         | Wettbewerb       | Reißen  | Reißen | Stoßen  | Stoßen | Zweikampf | Zweikampf | Rang |
| Athleten         | Wettbewerb       | Gewicht | Rang   | Gewicht | Rang   | Gewicht   | Rang      | Rang |
| ---------------- | ---------------- | ------- | ------ | ------- | ------ | --------- | --------- | ---- |
| Frauen           |                  |         |        |         |        |           |           |      |
| Natalia Prișcepa | Klasse bis 75 kg | 97 kg   | 12     | 116 kg  | 12     | 213 kg    | 12        | 12   |
| Männer           |                  |         |        |         |        |           |           |      |
| Serghei Cechir   | Klasse bis 69 kg | 144 kg  | 8      | 178 kg  | 8      | 322 kg    | 6         | 6    |
| Alexandru Șpac   | Klasse bis 77 kg | 155 kg  | 7      | 192 kg  | 4      | 347 kg    | 5         | 5    |

### Judo
| Athleten         | Wettbewerb       | 1. Runde       | 1. Runde    | 2. Runde      | 2. Runde         | Viertelfinale | Viertelfinale | Halbfinale / Trostrunde | Halbfinale / Trostrunde | Finale / Platz 3 | Finale / Platz 3 | Rang |
| Athleten         | Wettbewerb       | Gegner         | Ergebnis    | Gegner        | Ergebnis         | Gegner        | Ergebnis      | Gegner                  | Ergebnis                | Gegner           | Ergebnis         | Rang |
| ---------------- | ---------------- | -------------- | ----------- | ------------- | ---------------- | ------------- | ------------- | ----------------------- | ----------------------- | ---------------- | ---------------- | ---- |
| Männer           |                  |                |             |               |                  |               |               |                         |                         |                  |                  |      |
| Valeriu Duminică | Klasse bis 81 kg | S. Marvaljevic | 002s3:000s0 | M. Marconcini | 010s1:110s1 (GS) | ausgeschieden | ausgeschieden | ausgeschieden           | ausgeschieden           | ausgeschieden    | ausgeschieden    | 9    |

### Kanu

#### Kanurennsport
| Athleten           | Wettbewerb | Vorlauf      | Vorlauf | Halbfinale | Halbfinale | Finale       | Finale | Rang |
| Athleten           | Wettbewerb | Zeit         | Rang    | Zeit       | Rang       | Zeit         | Rang   | Rang |
| ------------------ | ---------- | ------------ | ------- | ---------- | ---------- | ------------ | ------ | ---- |
| Männer             |            |              |         |            |            |              |        |      |
| Oleg Tarnovschi    | C-1 200 m  | 40,852 s     | 2       | 40,715 s   | 3          | 40,280 s     | 4      | 12   |
| Serghei Tarnovschi | C-1 1000 m | 4:05,193 min | 1       | –          | –          | 4:00,852 min | 3      | DSQ  |

### Leichtathletik
Laufen und Gehen 
| Athleten         | Wettbewerb | Runde 1 | Runde 1 | Halbfinale | Halbfinale | Finale    | Finale | Rang |
| Athleten         | Wettbewerb | Zeit    | Rang    | Zeit       | Rang       | Zeit      | Rang   | Rang |
| ---------------- | ---------- | ------- | ------- | ---------- | ---------- | --------- | ------ | ---- |
| Frauen           |            |         |         |            |            |           |        |      |
| Lilia Fisicovici | Marathon   | –       | –       | –          | –          | 2:34:05 h | 27     | 27   |
| Männer           |            |         |         |            |            |           |        |      |
| Roman Prodius    | Marathon   | –       | –       | –          | –          | 2:27:01 h | 105    | 105  |

 Springen und Werfen 
| Athleten          | Wettbewerb  | Qualifikation | Qualifikation | Finale        | Finale        | Rang |
| Athleten          | Wettbewerb  | Weite/Höhe    | Rang          | Weite/Höhe    | Rang          | Rang |
| ----------------- | ----------- | ------------- | ------------- | ------------- | ------------- | ---- |
| Frauen            |             |               |               |               |               |      |
| Dimitriana Surdu  | Kugelstoßen | 15,25 m       | 35            | ausgeschieden | ausgeschieden | 35   |
| Natalia Stratulat | Diskuswurf  | 53,27 m       | 30            | ausgeschieden | ausgeschieden | 30   |
| Zalina Marghieva  | Hammerwurf  | 71,72 m       | 5             | 73,50 m       | 5             | 5    |
| Marina Nichișenco | Hammerwurf  | 65,19 m       | 24            | ausgeschieden | ausgeschieden | 24   |
| Männer            |             |               |               |               |               |      |
| Vladimir Letnicov | Dreisprung  | 15,29 m       | 38            | ausgeschieden | ausgeschieden | 38   |
| Ion Emilianov     | Kugelstoßen | 17,83 m       | 32            | ausgeschieden | ausgeschieden | 32   |
| Serghei Marghiev  | Hammerwurf  | 74,97 m       | 6             | 74,14 m       | 10            | 10   |

### Ringen
| Athleten           | Wettbewerb       | 1. Runde             | 1. Runde | Achtelfinale   | Achtelfinale  | Viertelfinale | Viertelfinale | Halbfinale    | Halbfinale    | Hoffnungsrunde Viertelfinale | Hoffnungsrunde Viertelfinale | Hoffnungsrunde Halbfinale | Hoffnungsrunde Halbfinale | Hoffnungsrunde Finale | Hoffnungsrunde Finale | Finale        | Finale        | Rang |
| Athleten           | Wettbewerb       | Gegner               | Ergebnis | Gegner         | Ergebnis      | Gegner        | Ergebnis      | Gegner        | Ergebnis      | Gegner                       | Ergebnis                     | Gegner                    | Ergebnis                  | Gegner                | Ergebnis              | Gegner        | Ergebnis      | Rang |
| ------------------ | ---------------- | -------------------- | -------- | -------------- | ------------- | ------------- | ------------- | ------------- | ------------- | ---------------------------- | ---------------------------- | ------------------------- | ------------------------- | --------------------- | --------------------- | ------------- | ------------- | ---- |
| Freistil Frauen    |                  |                      |          |                |               |               |               |               |               |                              |                              |                           |                           |                       |                       |               |               |      |
| Mariana Cherdivara | Klasse bis 58 kg | Lissette Antes       | 3:0      | Sakshi Malik   | 1:3           | ausgeschieden | ausgeschieden | ausgeschieden | ausgeschieden | ausgeschieden                | ausgeschieden                | ausgeschieden             | ausgeschieden             | ausgeschieden         | ausgeschieden         | ausgeschieden | ausgeschieden | 11   |
| Freistil Männer    |                  |                      |          |                |               |               |               |               |               |                              |                              |                           |                           |                       |                       |               |               |      |
| Evgheni Nedealco   | Klasse bis 74 kg | Galymzhan Usserbayev | 1:4      | ausgeschieden  | ausgeschieden | ausgeschieden | ausgeschieden | ausgeschieden | ausgeschieden | ausgeschieden                | ausgeschieden                | ausgeschieden             | ausgeschieden             | ausgeschieden         | ausgeschieden         | ausgeschieden | ausgeschieden | 16   |
| Nicolai Ceban      | Klasse bis 97 kg | Freilos              | Freilos  | Albert Saritov | 1:3           | ausgeschieden | ausgeschieden | ausgeschieden | ausgeschieden | ausgeschieden                | ausgeschieden                | ausgeschieden             | ausgeschieden             | ausgeschieden         | ausgeschieden         | ausgeschieden | ausgeschieden | 12   |

### Schwimmen
| Athleten       | Wettbewerb     | Vorlauf     | Vorlauf | Halbfinale    | Halbfinale    | Finale        | Finale        | Rang |
| Athleten       | Wettbewerb     | Zeit        | Rang    | Zeit          | Rang          | Zeit          | Rang          | Rang |
| -------------- | -------------- | ----------- | ------- | ------------- | ------------- | ------------- | ------------- | ---- |
| Frauen         |                |             |         |               |               |               |               |      |
| Tatiana Chișca | 100 m Brust    | 1:11,37 min | 36      | ausgeschieden | ausgeschieden | ausgeschieden | ausgeschieden | 36   |
| Männer         |                |             |         |               |               |               |               |      |
| Alexei Sancov  | 200 m Freistil | 1:48,85 min | 34      | ausgeschieden | ausgeschieden | ausgeschieden | ausgeschieden | 34   |

### Taekwondo
| Athleten   | Wettbewerb       | Achtelfinale | Achtelfinale | Viertelfinale | Viertelfinale | Hoffnungsrunde Halbfinale | Hoffnungsrunde Halbfinale | Halbfinale    | Halbfinale    | Hoffnungsrunde Finale | Hoffnungsrunde Finale | Finale        | Finale        | Rang          |
| Athleten   | Wettbewerb       | Gegner       | Ergebnis     | Gegner        | Ergebnis      | Gegner                    | Ergebnis                  | Gegner        | Ergebnis      | Gegner                | Ergebnis              | Gegner        | Ergebnis      | Rang          |
| ---------- | ---------------- | ------------ | ------------ | ------------- | ------------- | ------------------------- | ------------------------- | ------------- | ------------- | --------------------- | --------------------- | ------------- | ------------- | ------------- |
| Männer     |                  |              |              |               |               |                           |                           |               |               |                       |                       |               |               |               |
| Aaron Cook | Klasse bis 80 kg | Liu Wei-ting | 2:14         | ausgeschieden | ausgeschieden | ausgeschieden             | ausgeschieden             | ausgeschieden | ausgeschieden | ausgeschieden         | ausgeschieden         | ausgeschieden | ausgeschieden | ausgeschieden |

### Tennis
| Athleten   | Wettbewerb | 1. Runde             | 1. Runde      | 2. Runde    | 2. Runde | Achtelfinale  | Achtelfinale  | Viertelfinale | Viertelfinale | Halbfinale    | Halbfinale    | Finale        | Finale        |
| Athleten   | Wettbewerb | Gegner               | Ergebnis      | Gegner      | Ergebnis | Gegner        | Ergebnis      | Gegner        | Ergebnis      | Gegner        | Ergebnis      | Gegner        | Ergebnis      |
| ---------- | ---------- | -------------------- | ------------- | ----------- | -------- | ------------- | ------------- | ------------- | ------------- | ------------- | ------------- | ------------- | ------------- |
| Männer     |            |                      |               |             |          |               |               |               |               |               |               |               |               |
| Radu Albot | Einzel     | Teimuras Gabaschwili | 4:6, 6:4, 6:4 | Marin Čilić | 3:6, 4:6 | ausgeschieden | ausgeschieden | ausgeschieden | ausgeschieden | ausgeschieden | ausgeschieden | ausgeschieden | ausgeschieden |